# 巴拉迪利
巴拉迪利（義大利語：Baradili），是意大利奥里斯塔诺省的一个市镇。总面积5.61平方公里，人口94人，人口密度16.8人/平方公里（2009年）。ISTAT代码为095010。